# بيدرو لويز دي أوليفيرا
بيدرو لويز دي أوليفيرا هو منافس ألعاب قوى برازيلي، ولد في 17 فبراير 1992 في Porto Alegre do Norte ‏ في البرازيل.

## وصلات خارجية
- بيدرو لويز دي أوليفيرا على موقع الاتحاد الدولي لألعاب القوى (الإنجليزية)
- بيدرو لويز دي أوليفيرا على موقع أوليمبيديا (الإنجليزية)
- بيدرو لويز دي أوليفيرا على موقع اللجنة الأولمبية البرازيلية (البرتغالية)